# Feest waarvan ik morgen niks meer weet
Feest waarvan ik morgen niks meer weet is een lied van de Nederlandse feestact Snollebollekes in samenwerking met het radio-/muziekduo Coen & Sander, bestaande uit Coen Swijnenberg en Sander Lantinga. Het werd in 2018 als single uitgebracht en stond in 2019 als elfde track op de bonuseditie van het album ...En door van Snollebollekes.

## Achtergrond
Leven na de dood is geschreven door Maurice Huismans en Jurjen Gofers. Het is een nummer uit de genres carnavalskraker en feestmuziek. In het lied zingen de artiesten over een feest waar ze zo hard feesten, dat ze er de volgende dag niks meer van weten. Het lied was het themalied van het Coen und Sander Fest van 2018. In het lied wordt de groet "oant moarn" van Piet Paulusma uit een van zijn weerberichten gesampled.

## Hitnoteringen
De artiesten hadden succes met het lied in de hitlijsten van Nederland. Het piekte op de 65e plaats van de Single Top 100 en stond twee weken in deze hitlijst. De Top 40 werd niet bereikt; het lied bleef steken op de 27e plek van de Tipparade. 